# ایمنی اینترنتی
ایمنی اینترنتی به معنای احتیاط‌ها و اقدام‌هایی است که برای حفظ ایمنی کاربران به‌ویژه کودکان و نوجوانان در محیط اینترنت در برابر مخاطراتی که کاربران، اطلاعات و سامانه هایشان را تهدید می‌کند باید اتخاذ شود. چارچوب این تدابیر در قوانین و مقررات هر کشور معین می‌شود و بخش دولتی، عمومی و خصوصی ملزم به رعایت آن هستند. همچنین با آگاهی بخشی و توانمندسازی والدین و کودکان در خصوص مخاطرات و ایمنی در برابر آن‌ها مطلع و مجهز می‌شوند.

## ایمنی کاربران
ایمنی کاربران به اقدامات پیشگیرانه جهت حفاظت از شخص کاربر در برابر تهدید و آزار در فضای مجازی و مخدوش کردن، سرقت یا سوء استفاده از هویت مجازی وی می‌شود.

### ایمنی کودکان
ایمنی کودکان با اصطلاح حفاظت از کودکان برخط تعریف می‌شود و مبتنی بر کنوانسیون حمایت از حقوق کودک به‌ویژه پروتکل الحاقی آن یعنی پروتکل مقابله با فحشا، هرزه نگاری و سوء استفاده از کودک می‌باشد.

## ایمنی اطلاعات
ایمنی اطلاعات به اقدامات پیشگیرانه و بازدارنده برای حفاظت از محرمانگی اطلاعات شخصی در برابر دسترسی غیرمجاز و نیز هر گونه نشر، تغییر و تخریب آن مربوط می‌شود.

### رمز عبور
کاربران با ایجاد رمز عبور مناسب در برابر سرقت یا دسترسی غیرمجاز به اطلاعاتشان اقدام می‌کنند.

## ایمنی سامانه‌ها
عبارت است از ایمنی سامانه‌های سخت افزاری و نرم‌افزاری در برابر بدافزارها و اقدامات مخرب یا مخل فعالیت آنهاست.